# Manmohandas Soparkar
Manmohandas B. Soparkar (* 10. April 1884 in Poona; † 31. Mai 1952 in Bombay) war ein indischer Mediziner und Parasitologe, der vor allem durch Forschungen auf dem Gebiet der Trematodenparasitosen sowie der Tuberkulose bekannt wurde.

## Biografie
Soparkar ging in seiner Heimatstadt Poona zur Schule und studierte am Grand Medical College in Bombay, wo er 1913 zum Doktor der Medizin promovierte. 1918 entwickelte er ein spezielles Medium, das Soparkar-Medium, um Influenza-Viren zu kultivieren. Nachdem sich nach dem Ersten Weltkrieg die Erkrankung mit Pärchenegeln (Schistosomiasis) durch infizierte heimkehrende Soldaten ausbreitete, untersuchte er die Entwicklung der Parasiten und fand dabei die Larven verschiedener parasitärer Trematoden und beschrieb sie. Außerdem arbeitete er an der Erforschung der Tuberkulose und beschrieb Methoden zum Kultivieren der Bakterien sowie die Ansteckungswege zwischen infizierten Menschen. Zudem erforschte er auch tierische Tuberkuloseformen.
1935 wurde Soparkar Assistant Director des Haffkin Institute in Bombay und arbeitete zu verschiedenen Seuchen, darunter beispielsweise zur Cholera am King Institute in Guindy, Madras. 1937 wurde er in das National Institute of Sciences of India aufgenommen und 1949 wurde er Präsident der medizinischen Sektion des Indian Science Congress. 1952 starb Soparkar im Bombay.